# جزيرة رابيدا
جزيرة رابيدا، هي واحدة من أرخبيل غالاباغوس. وكانت الجزيرة تعرف أيضا باسم جزيرة جيرفيس تكريما الاميرال البريطاني جون جيرفيس في القرن 18. في الإكوادور هو معروف رسميا أنها جزيرة رابيدا.

## الجغرافيا
وتقع الجزيرة في شرق المحيط الهادئ، ما يقرب من 600 ميل (965 كم غرب الإكوادور. الجزيرة تبلغ مساحتها الإجمالية 4،9 كيلومتر مربع وعلى ارتفاع 367 متر كحد أقصى.
الجزيرة بها شواطئ ذات الرمال الحمراء وبحيرة المياه المالحة التي تسكنها طيور النحام وأسد البحر. ويرصع المشهد مع فوهات بركانية صغيرة على طول المنحدرات الحادة.

## الحياة البرية
- توجد في هذه الجزيرة أعداد كبيرة من بجعة البنية وطيور النحام وطيور الأطيش و9 أنواع من عصافير داروين. وهذه الحيوانات تستقطب سياحا لرؤيتها ي البرية.
- في عام 1971، قامت الحظيرة الوطنية لغالاباغوس بالقضاء على الماعز الذي كان يخرب البيئة في هذه الجزيرة. والذي سبب انقراض الإغوانة الأرضية وجرذ الأرز.